# 汪达尔战争
汪达尔战争(英語：Vandalic Wars)是于公元533-534年发生在今突尼斯和阿尔及利亚东部地区的战争。战争双方为东罗马帝国（拜占庭帝國）和汪达尔-阿兰王国。这是拜占庭皇帝查士丁尼一世及其麾下猛將貝利撒留进行对原罗马帝国西部领土再征服的第一战，战争进展很快，结果汪达尔-阿兰王国灭亡，东罗马帝国恢复了其在北非的统治。

## 背景
公元4-6世纪欧洲民族大迁徙中的一支汪达尔人和阿兰人联合，于409年从高卢进入伊比利亚半岛（今西班牙），但在426年被西哥特王国入侵打败，且国王被杀死之后就打算将国家搬迁到北非，并于429年受当时罗马帝国非洲行省将军Bonifacius的邀请从直布罗陀海峡进入北非。当时的Bonifacius打算利用汪达尔-阿兰人来达到他脱离罗马帝国而独立的目的，但是后来他重归罗马帝国，试图控制这些汪达尔人，但是没能成功。Bonifacius去世之后，汪达尔-阿兰人迅速发展了自己的势力，并于439年攻陷迦太基，建立了汪达尔-阿兰王国。汪达尔人建立起了强大的海军，并占领了西西里岛，撒丁岛，科西嘉岛和巴利阿里群岛。455年6月2日，他们甚至杀掠了罗马。并击退了东罗马的一次征伐，迫使东罗马承认汪达尔-阿兰王国，而汪达尔人则承认东罗马帝国的宗主地位。之后两者维持了较长时间的和平期直到查士丁尼一世成为东罗马帝国皇帝。
查士丁尼继位之前就把恢复罗马帝国在西部的领土作为奋斗目标。为此，532年查士丁尼不惜花重金和波斯签订停战协定。汪达尔人上层中的矛盾为他实现这一目标提供了机会。当时的汪达尔-阿兰国国王希尔德里克推行的是亲罗马的政策，同时在宗教上扶持天主教而与传统的汪达尔人崇奉基督教异端阿里乌教派的宗教政策向抵触，汪达尔人对此非常不满。由于对当地摩尔人作战的失利，530年，不满希尔德里克扶植天主教的王族成员乘机率众发动政变，将希尔德里克废黜并投入监狱。王位由他的堂弟盖利默（Gelimer，530–534年在位)继承。查士丁尼为此要求汪达尔人恢复希尔德里克的王位，但是被拒绝。查士丁尼借此发动了对汪达尔-阿兰王国的战争。

## 战前准备
贝利撒留被查士丁尼任命为远征汪达尔-阿兰王国的统帅，宦官所罗门为随军参谋长，与他同行的还有罗马帝国历史学家凯撒里亚的普罗柯比,他当时是贝利撒留的随军秘书，记录了这场战争。在查士丁尼提出发动这场远征时，君士坦丁堡宫廷中的大多数人并不赞成，查士丁尼最终还是力排众议，但是他给贝利撒留的军队仅有1万6千人（其中包括包括约1万步兵，5千骑兵，600名赫卢利骑兵，400名匈族骑兵弓箭手）。在军队进发前，查士丁尼得到了意大利的东哥特王国的合作的保证，允许罗马军队使用其控制的西西里岛，在那里补充食品和淡水。
而另一边，盖利默正面临着两场叛乱。特里波利塔尼亚的叛乱得到了罗马军队的援助，并且成为其进攻汪达尔-阿兰王国的一个跳板。盖利默更担心在撒丁岛发生的叛乱，他立即派遣他的弟弟特萨松率领120艘战船以及一支5千人的部队去镇压。因此当罗马的军队到达西西里时，大部分的汪达尔舰队早已派往撒丁岛，这为贝利撒留在北非登陆提供了绝佳机会。

## 过程
533年9月9日，罗马部队在北非的卡普特瓦达(今日的拉斯卡布迪亚)登陆，之后贝利撒留率军向汪达尔人的首都迦太基进发。此时，盖利默则处死了希尔德里克，并把他的部队派往十里(Ad Decimum)，他打算在这里伏击罗马部队。他先派弟弟阿马塔斯去阻止贝利撒留的前进，同时命令他的侄子吉巴蒙德则率领2千人进攻罗马人的左翼，盖利默自己从罗马人后方进攻，来形成围攻之势。但是这一计划并未成功。9月13日，阿马塔斯先期来到作战地点，在侦察地形之时被罗马的先头部队杀死。而吉巴蒙德的军队被罗马的一支600人的匈奴雇佣骑兵拦截后击败。但盖利默却没有收到以上消息，继续前进到十里，并和罗马军队作战，甚至一度打乱罗马部队的阵型，但是当他看到他弟弟阿玛塔斯的尸体时，惊慌失措。贝利撒留利用这一机会击败了汪达尔人。
当盖利默从悲痛中醒过来后，带领他的部队向西边的努米迪亚撤退。贝利撒留于9月15日夺取了残破的迦太基城，进城之后他下令修缮迦太基的城墙以防盖利默的反攻，同时严明军纪得到了当地人民的支持。盖利默则召回了前去镇压撒丁岛暴动的弟弟查宗。当军力得到了增强，盖利默下令向迦太基发动反攻，他在围城的同时，一方面切断城内食品供应，另一方面则派遣亲信潜入迦太基试图收买贝利撒留的匈奴雇佣兵。当贝利撒留得知这一情况后，决定把这场战争彻底结束。两支军队于12月中旬在特里卡麦伦作战，由于大批步兵尚未到达，罗马的骑兵成为决定战局胜败的关键。罗马军队击败了汪达尔人，并杀死了查宗，盖利默因此无心恋战，逃入帕布亚山(Pappua)中。罗马军队乘势占领了汪达尔人的大批领土，盖利默见大势已去，于534年3月向贝利撒留投降。

## 结果
东罗马帝国收复了原罗马帝国的北非领土，汪达尔人在北非和地中海的统治被终结，东罗马帝国重新恢复了对北非的统治。

## 影响
罗马在北非统治的逐步恢复 和当地人的战争 当地人被压制 统治的巩固 希拉克略的崛起等等。